# Pont Vielh (es Bòrdes)
El Pont Vielh és un pont del municipi d'Es Bòrdes (Vall d'Aran). És una obra inclosa en l'Inventari del Patrimoni Arquitectònic de Catalunya.

## Descripció
Es tracta d'un pont de l'antic Camin Reiau sobre el riu Joeu que comunica els nuclis d'Es Bòrdes i Bossòst. Els estreps del pont aprofiten sengles roques sobresortints del llit del riu com a base, i foren reforçats amb esperons. És d'un sol ull, amb les arcades resoltes a partir de carreus allargassats disposats en full de llibre i l'intradós amb les rengles de forats de bastida; en la resta predomina l'aparell de còdols sense escairar. La calçada del pont (2 m d'amplada) d'estructura plana, conserva les baranes de pedra (0,8 x 0,5 m). En el primer contrafort destaca un carreu que duu gravada una decoració d'espina de peix, probablement procedent de Castèl-Leon.

## Història
L'any 1788, el qüestionari de Francisco de Zamora consigna que el pont del Camin Reiau damunt del Joeu era de pedra, d'un sol ull amb els pilars als costats, molt ferm perquè recolzava sobre les penyes, amb les baranes i una entrada bastant bona, alhora que dona les següents mides: 21,5-25 pams d'alçada, 50 pams i 3 quarts de llarg i 12,5 pams d'ample; hi passava el Camin Reiau. Altrament s'hi esmenta també en el Joeu el Pònt de la Torrassa, d'un sol ull i característiques molt semblants al d'Es Bòrdes, que servia per al trànsit als boscos dels bestiars, i per al conreu dels parats i muntanyes de Benòs, Begòs i Es Bòrdes (desaparegut). Finalment, els altres ponts eren de fusta, en la ribera de l'Artiga de Lin, i d'escassa consideració.